# St Blazey Gate
St Blazey Gate – wieś w Anglii, w Kornwalii. Leży 64 km na północny wschód od miasta Penzance i 348 km na zachód od Londynu.